# Stella (1990)
Stella is een Amerikaanse film uit 1990 onder regie van John Erman. De film is gebaseerd op het boek Stella Dallas van Olive Higgins Prouty.

## Verhaal
Stella is een vastberaden, vulgaire en slonzige vrouw. Haar dochter is Jenny, een tiener die de enige rol speelt in haar moeders leven. Jenny's vader, die Stella nooit goed heeft gekend, doet nog een poging om een rol te spelen in hun leven, maar Stella weigert zijn huwelijksaanbod en sluit hem uit haar leven. Ze is vastberaden haar dochter alles te geven wat ze zelf nooit heeft gehad. Door de jaren heen leiden Stella en Jenny een zorgeloos leventje.
Op een dag stopt Stella met haar baan als barvrouw om in de cosmetica te gaan. Ze wordt aangemoedigd door vriend Ed, een barman die al jaren stiekem verliefd op haar is. Dat ze verslaafd is aan alcohol neemt hij dan ook voor lief. Op een dag realiseert hij zich dat Jenny meer kansen in de toekomst heeft als ze bij haar rijkere vader gaat wonen. Om haar het huis uit te kregen, geeft ze alles op wat ze ooit heeft gehad.

## Rolverdeling
| Acteur           | Personage            |
| ---------------- | -------------------- |
| Bette Midler     | Stella Claire        |
| John Goodman     | Ed Munn              |
| Trini Alvarado   | Jenny Claire         |
| Stephen Collins  | Stephen Dallas       |
| Marsha Mason     | Janice Morrison      |
| Eileen Brennan   | Mevrouw Wilkerson    |
| Linda Hart       | Debbie Whitman       |
| Ben Stiller      | Jim Uptegrove        |
| William McNamara | Pat Robbins          |
| John Bell        | Bob Morrison         |
| Ashley Peldon    | Jenny als driejarige |
| Alisan Porter    | Jenny als achtjarige |

## Achtergrond
Het boek waar de film op is gebaseerd, kende al twee eerdere verfilmingen; Stella Dallas (1925) en Stella Dallas (1937). De film werd overwegend negatief ontvangen. Een recensent van het dagblad The New York Times noemde Bette Midler te oud en slim voor de rol en was van mening dat ze beter iemand anders hadden kunnen kiezen. De criticus schreef dat de film vol gaten zitten, waardoor de personages regelmatig van persoonlijkheid veranderen.
Stella werd uiteindelijk genomineerd voor twee Razzie Awards. Desondanks bracht de film een aardig bedrag van $20.062.347 miljoen op.

## Prijzen en nominaties
| jaar | prijs         | categorie         | genomineerde(n)        | uitslag     |
| ---- | ------------- | ----------------- | ---------------------- | ----------- |
| 1991 | Razzie Awards | Slechtste Actrice | Bette Midler           | Genomineerd |
| 1991 | Razzie Awards | Slechtste Lied    | One More Cheer for Me! | Genomineerd |